# (3354) McNair
(3354) McNair es un asteroide perteneciente al cinturón de asteroides descubierto por Edward L. G. Bowell desde la Estación Anderson Mesa, en Flagstaff, Estados Unidos, el 8 de febrero de 1984.

## Designación y nombre
McNair recibió inicialmente la designación de 1984 CW.
Más tarde, en 1986, se nombró en honor del astronauta estadounidense Ronald McNair (1950-1986), fallecido en el accidente del Challenger.

## Características orbitales
McNair orbita a una distancia media de 2,324 ua del Sol, pudiendo acercarse hasta 2,098 ua y alejarse hasta 2,55 ua. Tiene una inclinación orbital de 6,414 grados y una excentricidad de 0,09716. Emplea en completar una órbita alrededor del Sol 1294 días.

## Características físicas
La magnitud absoluta de McNair es 13,1.